# Etheostoma chlorosomum
Etheostoma chlorosomum är en fiskart som först beskrevs av Oliver Perry Hay, 1881.  Etheostoma chlorosomum ingår i släktet Etheostoma och familjen abborrfiskar. Inga underarter finns listade i Catalogue of Life.